# Kininvie
Kininvie je skotská palírna společnosti William Grant & Sons Ltd nacházející se ve městě Dufftown v hrabství Morayshire, jež vyrábí skotskou sladovou whisky.

## Historie
Palírna byla založena v roce 1990 společností William Grant & Sons a produkuje čistou sladovou whisky. Tato palírna má jednu destilační budovu a krčí se za palírnou Balvenie, v níž probíhá všechno ostatní. Produkuje whisky značky Kininvie, jejíž první destilace proběhla 4. srpna 1990. Celá produkce se používá do míchaných whisky Clan MacGregor. Cílem je u této whisky stáčet desetiletou sladovou s dubovou příchutí.